# 하인츠 귄터 구데리안
하인츠 귄터 구데리안(독일어: Heinz Günther Guderian, 1914년 8월 23일 ~ 2004년 9월 25일)은 독일군 장교였고, 후에 서독 분데스베어와 NATO의 기갑부대 소장이자 감사관이었다.
당시 프로이센 하노버 지방의 고슬라르에서 태어난 하인츠 귄터 구데리안은 1933년 4월 1일 장교 생도로 독일 육군에 입대했다. 그는 1935년 소위로 승진했고, 1기갑연대와 35기갑연대에서 총사령관, 대대장, 연대 부교장 및 중대장으로 복무했다. 그는 폴란드 침공 동안 전투를 목격했고, 1940년 프랑스 전투에서 두 번 부상을 입었다. 그는 1942년에 총참모대학교를 졸업했고,1942년 5월에 116 기갑사단 ("Greyhounds")의 작전 장교로 배치될 때까지 다양한 기갑부대에서 참모 장교로 복무했다. 그는 제2차 세계 대전이 끝날 때까지 포로로 잡혔고 1947년까지 전쟁 포로로 잡혔다. 인용이 필요하다. 분데스리가가 창설된 후, 구데리안은 육군으로 복귀했고, 3기갑사단 (후에 174), 후에 14기갑사단의 지휘를 받았다. 그는 또한 다양한 참모 임무를 맡았는데, 이것은 그의 아버지가 2차 세계대전 동안 맡았던 것과 같은 일이었다. 그는 1974년에 은퇴했다.

## 참고 문헌
- From Normandy to the Ruhr: With the 116th Panzer Division in WWII (The Aberjona Press, 2001) ISBN 0-9666389-7-2
- Fellgiebel, Walther-Peer (2000) [1986]. 《Die Träger des Ritterkreuzes des Eisernen Kreuzes 1939–1945 — Die Inhaber der höchsten Auszeichnung des Zweiten Weltkrieges aller Wehrmachtteile》 [The Bearers of the Knight's Cross of the Iron Cross 1939–1945 — The Owners of the Highest Award of the Second World War of all Wehrmacht Branches] (독일어). Friedberg, Germany: Podzun-Pallas. ISBN 978-3-7909-0284-6.